# سیارک ۹۸۱۲۷
سیارک ۹۸۱۲۷ (به انگلیسی: 98127 Vilgusova، نامگذاری:2000SP24) نود و هشت هزار و صد و بیست و هفتمین سیارک کشف شده‌است که در ۲۴ سپتامبر ۲۰۰۰ کشف شد.